# Indigoidin
Indigoidin ist eine organische Verbindung der Gruppe der Azachinone. Es ist ein blaues Pigment, das einige Bakterienarten bilden und in das umgebende Medium ausscheiden.

## Geschichte
Otto Voges erforschte und beschrieb bereits im Jahr 1893 in Kiel die Bakterienart Bacillus indigoferus, umbenannt nach ihm Vogesella indigofera, die das umgebende Medium (Wasser) kontinuierlich von leicht bläulich (24 Stunden) bis zu Königsblau (48 Stunden) verfärbte.
Der Nobelpreisträger Richard Kuhn und Mitarbeiter publizierten in den Jahren 1964 und 1965 einige Artikel in der Fachpresse über das Vorkommen, die Struktur und Synthese von Indigoidin.
Im Jahr 1979 beschrieben Carl-Gerd Dieris und H.-D. Scharf die synthetische Herstellung von Indigoidin.

## Vorkommen
Die Indigoidin kommt bei folgenden Arten von Bakterien vor:
- Arthrobacter atrocyaneus
- Arthrobacter crystallopoietes
- Arthrobacter polychromogones
- Corynebacterium insidiosum
- Erwinia chrysanthemi umbenannt Dickea dadantii
- Vogesella indigofera vormals Bacillus indigoferus und Pseudomonas indigofera

## Gewinnung und Herstellung
Indigoidin kann synthetisch aus Citrazinsäure (C6H5NO4) hergestellt werden, die aus Citronensäure und Ammoniak leicht zugänglich ist.

### Biosynthese
Die Biosynthese von Indigoidin geht von Glutamin aus, das enzymatisch oxidiert, zum Heterocyclus cyclisiert und dimerisiert wird.
Die Angaben der Segmente A, Ox, A, T und Te beziehen sich auf definierte Domainen innerhalb der Enzymstruktur des bpsA-Genprodukts BPSA.

## Eigenschaften

### Physikalische Eigenschaften
Indigoidin ist ein blaues amorphes Pulver mit der molaren Masse von 248,19 g·mol−1. Es ist in Wasser und den meisten anderen Lösungsmitteln unlöslich, löst sich jedoch in 6 n Salzsäure mit königsblauer Farbe sowie in heißer Schwefelsäure mit orangebrauner Farbe auf.

### Chemische Eigenschaften
Die Farbigkeit von Indigoidin wird auf ein indigoides Chromophor zurückgeführt. Die NMR-spektroskopischen Untersuchungen an Derivaten bestätigten die angegebene symmetrische Struktur. Die Stickstoffatome in den chinoiden Ringen wegen wird Indigoidin der Verbindungsklasse der Azachinone zugeordnet.

### Derivate

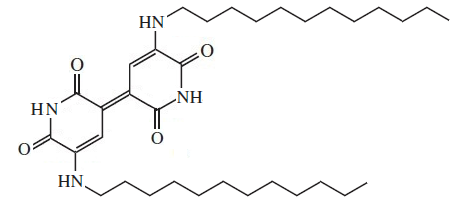
N^{5},N^{5′}-Didodecylindigoidin

Ein Derivat ist der violette Farbstoff N5,N5′-Didodecylindigoidin, (C34H56N4O4), der aus dem psychrophilen Bakterium Shewanella violacea DSS12 isoliert wurde.